# Philippe Capart
Pour les articles homonymes, voir Capart.
Philippe Capart, né le 23 mars 1973 à Uccle (région de Bruxelles-Capitale), est un animateur, auteur de bande dessinée, historien, théoricien et éditeur de bande dessinée belge.

## Biographie
Philippe Capart naît le 23 mars 1973 à Uccle,,, une commune bruxelloise. Son arrière grand-père est le premier égyptologue belge : Jean Capart. Il est issu d'une mère céramiste et d'un père docteur en physique.
Il grandit auprès de sa sœur et de son frère qu'il tache d'imiter en dessinant. Il suit une scolarité dans un collège jésuite interrompue par trois années qu'il passe en Virginie. À l'âge de 14 ans, il suit les cours du soir de bande dessinée à l'Académie de Woluwé-Saint-Pierre sous la houlette d'Alain Goffin.
Il prolonge son apprentissage à l'atelier de René Follet et par une collaboration avec l'auteur Séraphine. Il est également un animateur scout, totémisé Loup, Entre-ciel-et-Terre. Il fait des études supérieures en dessin animé dans la cellule Cinéma expérimental de l'ENSAV-La Cambre pendant 5 ans.
Puis, il s'expatrie à Los Angeles en Californie et travaille dans le studio Klasky Csupo comme artiste de storyboard sur la série télévisée d'animation Duckman.
Il rentre en Belgique pour fonder, avec ses amis Dino et Sirio Sechi, un studio de bandes dessinées, de dessins animés et de créations interactives : le studio Arf-Arf.
Il rend hommage à La Patrouille des Castors de Mitacq et Jean-Michel Charlier avec une parodie qu'il réalise seul, — assumant ainsi le dessin et le scénario — : L'Extraordinaire Aventure de la patrouille des Éléphants  : La Nuit des Lapins aux éditions Campedehors en 1998.
Après trois gros projets pilotes en dessins animés Tarézon et Instinctiva, Les 4 doigts de la main et Suppostar, avec Adel Boughezala, ainsi qu'un documentaire de long métrage pour la télévision sur le studio de dessins animés Belvision La Mine d'Or au Bout du Couloir, (2003), le studio Arf-Arf s'est dissout.
Avec Régis Duqué au scénario et Jean-Marc Dubois, il dessine un album de bande dessinée à l'occasion du centenaire du Collège Saint-Michel de Bruxelles : Incognitos en avril 2005.
Puis, il réalise divers travaux de commande en storyboard pour différentes sociétés commerciales et pour le film d'animation Bob et Bobette : Les Diables du Texas.
Il propose avec Erwin Dejasse l'ouvrage Morris, Franquin, Peyo et le dessin animé aux Éditions de l'An 2, dirigées par Thierry Groensteen en 2005. Cet ouvrage vaut aux auteurs le prix de la presse en 2006.
Parallèlement à son travail de création, il récolte témoignages et documents sur les studios CBA, TVA Dupuis et Belvision. Il marque un grand intérêt pour les aspects les plus méconnus de l'histoire du cinéma d'animation et de ses rapports complexes et ambigus avec la bande dessinée.
Il signe avec Fabien Vehlmann un contrat pour un one shot tout public Matchboy auprès des éditions Dupuis, mais le projet reste en l'état.
Il se partage pendant trois ans entre Bruxelles, Liège et Edinburgh et travaille sur un projet de documentaire audiovisuel sur la ligne de jouets Playmobil : Click to Play.
Paralèlement, il enseigne à La Cambre, à la Haute École Albert Jacquard et à l'International School of Brussels.
Toujours avec son comparse Erwin Dejasse, il conçoit cinq dossiers introductifs et contextualisants sur Jijé et son western Jerry Spring, pour la collection « Patrimoine » des éditions Dupuis de 2010 à 2012.
En 2011, achète une part du stock du libraire-éditeur Michel Deligne pour créer le magasin-magazine La Crypte tonique, un bimensuel centré sur l'image, mélangeant les morts et les vivants, le profane et le sacré, les locaux sont situés galerie Bortier au centre de Bruxelles.
De 2012 à 2013, il participe comme dessinateur aux fanzines de bande dessinée : Le Souk des mille et une nuits et Imaginarium nos 3 et 4.
En 2014, il livre une édition sublimée du premier Corentin de Paul Cuvelier.
L'année suivante, il réalise le dossier de l'intégrale de Modeste et Pompon aux côtés de Hugues Dayez, Isabelle Franquin et le couple Christelle et Bertrand Pissavy-Yvernault publié aux éditions Le Lombard. En 2018, il rend justice au grand illustrateur Georges Beuville avec l'édition de l'adaptation du roman d'Eugène Sue : Le Morne au diable. La même année, avec Olivia Bara, la fille de Guy Bara, il conçoit l'ouvrage Max l'explorateur publié dans la collection « Patrimoine » aux éditions Dupuis, pour lequel il écrit une longue présentation qu'Henri Filippini qualifie de passionnante sur le site BDzoom.
En 2021, il consacre une monographie à Lucien De Roeck en collaboration avec Jean-Michel Meyers publiée aux éditions Blow Block qu'il codirige avec Olivier Van Vaerenbergh et Francesco Defourny,. La même année, il écrit un ouvrage autour d'un cinéma pornographique bruxellois Superpositions : collection particulière d'un cinéma porno bruxellois.
En 2022, en équipe avec Isabelle Franquin et Frédéric Jannin, il prépare le travail d’iconographie de la réédition de l'ouvrage d'entretiens avec André Franquin Et Franquin créa la gaffe de Numa Sadoul publié aux éditions Glénat. Son avis est sollicité par France Info sur la reprise de Gaston Lagaffe où il défend le droit moral en mai 2022.
En 2024, il sort une enquête en collaboration avec Nicolas Finet intitulée Angoulême BD - La contre-histoire (1974-2024) sur le festival international de la bande dessinée d'Angoulême publiée aux éditions La Cinquième Couche,,.
Via le Club Bimbo, il prend la relève de clubs tels Les Amis de Spirou, le Club Mickey et du Club des Bandes Dessinées dont le but est de dynamiser les réunions en vue d'échanges et confrontations pour valoriser la bande dessinée.

## Œuvres

### Filmographie
Sauf indication contraire, les informations mentionnées dans cette section peuvent être confirmées par la base de données cinématographiques IMDb,  présente dans la section « Liens externes ».

#### Animation
- Duckman, service artistique[6]
- Éric la panique, service artistique[26]
- Chasseurs de dragons[27], artiste de storyboard, 1 épisode en 2006
- Dead end Town[28], réalisation, court métrage, 4 minutes, 1996.

#### Documentaire
- Belvision - la mine d'or au fond du couloir[8],[29], scénario et réalisation, documentaire, 59 minutes, 2003.

### Publications

#### Études
- Philippe Capart, Erwin Dejasse et Franquin (ill.), Morris, Franquin, Peyo et le dessin animé[9], Angoulême, Éditions de l'An 2, novembre 2005, 135 p., ill. ; 30 cm (ISBN 978-2-84856-035-9 et 2848560355, OCLC 420745876, présentation en ligne)
- Erwin Dejasse, Philippe Capart et Frédéric Paques, « La bande dessinée à Liège : l’aurore des fanzineux », Art&Fact, Liège, no 31,‎ 2012, p. 51-61 (lire en ligne [PDF]).
- (en) Philippe Capart, Maaheen Ahmed (dir.) et Benoît Crucifix (dir.), « Store memory », dans M. Ahmed (dir.) et Benoît Crucifix (dir.), Comics Memory : archives and styles, Londres, Palgrave Macmillan, 13 août 2018, 309 p., ill. ; 21 cm (ISBN 978-3319917450 et 3319917455).
- Jean-Michel Meyers et Philippe Capart, Lucien De Roeck, Bruxelles, Blow Book, 2021, 224 p., ill. ; 12 cm (présentation en ligne)Monographie consacrée à Lucien De Roeck
- Superpositions : collection particulière d'un cinéma porno bruxellois, Bruxelles, Les Impressions nouvelles, septembre 2021, 112 p., ill. (ISBN 9782874499043, présentation en ligne)
- Nicolas Finet, Philippe Capart et Alain Saint-Ogan (ill.), Angoulême BD - Une contre-histoire (1974-2024)[23],[24],[30], Bruxelles, La Cinquième Couche, 12 janvier 2024, 300 p., ill. ; 17,5 cm (ISBN 9782390080985, présentation en ligne)Essai sur le festival international de la bande dessinée d'Angoulême.

#### Albums de bande dessinée

##### L'Extraordinaire Aventure de la patrouille des éléphants
- La Nuit des lapins[31], Éditions Campe Dehors, 1998
Scénario et dessin : Philippe Capart - Couleurs : noir et blanc

##### Incognitos
- La Première Mésaventure de Laurent Dognon[32], CPS Consult editions, avril 2005
Scénario : Régis Duqué - Dessin : Philippe Capart, Jean-Marc Dubois - Couleurs : Jean-Marc Dubois,

#### La Crypte tonique
- no 0 Du Temple à la Crypte[33],[34]
- no 1 Félix the Chaplin
- no 2 Flower Power et ultra violence[35]
- no 3 Anachroniques du Moyen-âge[36]
- no 4 Sauvage comme une image[37]
- no 5 Calibres et Caractères
- no 6 Qui mène la danse[38] ?
- no 7 Toucher et être touché
- no 8 pile Au-delà des clichés[39]
- no 8 face José Ramon Larraz
- no 9 L'Œil sur rails[40]
- no 10 Occupés ! Narration graphique pendant l’occupation[41]
- no 11 Cahier de dessins Paul, consacré à Paul Cuvelier en 2014[14].
- no 12 Les Patrons de la Bande Dessinée
- no 13 Les Anciens, c’est Nous ! avec la participation de Philippe Wurm et une mise en page de André Moons[42]
- no 14 L’Étoile vue(s) de Belgique, 2019[43].
- Philippe Capart, Du privé au public : la collection Alain Van Passen versée à l'Université de Gand, vol. 16, Bruxelles, Crypte Tonique, 2023 (présentation en ligne).

#### Le Morne au diable
- Le Morne au diable[44], La Crypte Tonique, décembre 2018
Scénario, dessin et couleurs : Georges Beuville,Participation : travail éditorial : un album de grand format reproduit une bonne partie de l’album à partir des planches originales de l’artiste[16].

#### 31 Place de Brouckère
- 31 Place de Brouckère[45], Académie des Arts de Woluwe-Saint-Pierre, Woluwe-Saint-Pierre, 1994
Scénario : collectif dont Johan Massez - Dessin : collectif dont Philippe Capart - Couleurs : noir et blanc,Tirage à 500 exemplaires.

## Prix et récompenses
- 2005  prix de la critique BD décerné par la Chambre belge des experts en bande dessinée[46] pour Morris, Franquin, Peyo et le dessin animé avec Erwin Dejasse ;
- 2006 :  prix de la presse pour Morris, Franquin, Peyo et le dessin animé avec Erwin Dejasse[10],[47].

#### Livres
: document utilisé comme source pour la rédaction de cet article.
- Jacques Fiérain, « Capart, Philippe », dans La BD à Bruxelles et en Brabant, Charleroi, Éd. l'Âge d'or, avril 2003, 144 p., ill. ; 31 cm (ISBN 9782960119664 et 2960119665, OCLC 470388171, présentation en ligne), p. 18. .

#### Périodiques
- Olivier Van Vaerenbergh, « La Crypte Tonique », Focus Vif,‎ 23 avril 2012 (lire en ligne , consulté le 8 mai 2023).

### Émissions de radio
- Paul Cuvelier - 7e épisode sur Radio Panik, (37 min 56 s), 9 octobre 2017.
- Danger 008 - Discussion avec Philippe Capart et sa Crypte Tonique! sur Radio Campus Bruxelles, présentation : Nico Danger (36 min 16 s), 2019.

### Vidéographie
[vidéo] « Ouvertures Graphiques- 04 Philippe Capart : Le projet éditorial Blow Book », sur YouTube, Conférence présentée dans le cadre de la journée d'étude Ouvertures graphiques: artistes et pratiques émergentes avec Jan Baetens, le 20 avril 2022 au Musée royal de Mariemont.